# 联区
联区，是1948年至1957年越南抗法独立战争与战后实施的一种党政军区划体系。

## 简介
1948年1月25日，越南民主共和国主席胡志明颁布120-SL法令，各战区合并为联区：
- 越南北部：
  - 第一联区：由第一战区、第十二战区合并。北接中国，东邻北部湾，南接第三联区，西接第十联区的越南东北部各省：高平省、北𣴓省、太原省、北宁省、福安省、谅山省、北江省、海宁省、广安省、鸿基特区9省1特区。
  - 第三联区：由第二战区、第三战区、第十一战区合并。包括红河沿岸各省，北接越北联区，东临北部湾，南接第四联区，西接泰苗自治区的红河三角洲各省：山西省、河东省、河南省、南定省、宁平省、和平省6省。司令员朱文晋少将，政委文进勇少将。杜梅曾任第三联区党委委员兼宁平省省委书记。1951年第三联区部队升级组建越南人民军第320师。
  - 第十联区：由第十战区、第十四战区合并。北接中国，东接第一联区和第三联区，西和南接老挝的越南西北部各省：山罗省、莱州省、富寿省、宣光省、安沛省、老街省、河江省、永安省和和平省枚陀县8省1县。副区长、联区抗战行政委员、联区党委常委黎仲迅
- 越南中部
  - 第四联区：原第四战区。北接第三联区宁平省，东临南海，南接第五联区管辖的广南省，西邻老挝的越南北中部各省：清化省、乂安省、河静省、广平省、广治省和承天省。联区党委书记阮志清，司令员兼政委兼联区党委副书记兼联区区长阮山少将。1954年7月日内瓦协议以北纬十七度线分割越南，第四联区管辖的广治省大部、广平省和承天省全部地区划归南方的越南国管辖。广治省永灵县位于北纬十七度线以北，越南民主共和国政府将永灵县与其他县份位于北纬十七度线以北的乡镇整合为县级政权永灵区域，直接隶属第四联区管辖。
  - 第五联区/南中部联区/（中部南方联区）：由第五战区、第六战区合并。1960年，武志公任第五联区区委书记。1964年后联区党委书记、司令员黄文泰。
- 越南南部
  - 第七联区/南部联区：由第七战区、第八战区、第九战区合并。司令员阮平中将。1951年10月成立东部分联区、西部分联区。

各个联区设党委、抗战行政委员会、联区军事指挥部。
从1948年至1957年9月，各联区情况：
- 河内（中央直辖）
- 越北联区：1949年11月第一联区、第十联区合并为越北联区。辖高平省、北𣴓省、太原省、富寿省、永福省（1950年2月福安省与永安省合并）、宣光省、河江省、谅山省、北江省、海宁省、北宁省、广安省、鸿基特区
- 西北联区：1953年1月从越北联区析出设立。老街省、山罗省、莱州省、安沛省
- 第三联区：辖山西省、河东省、河南省、南定省、南定市（1957年9月并入南定省）、宁平省、和平省6省。
- 左岸区：1952年5月把第三联去位于红河以北地区分出设立。辖海防市、建安省、太平省、兴安省、海阳省。
- 第四联区：辖清化省、乂安省、河静省、广平省、广治省和承天省。
- 南中部联区：辖广南-岘港省（1952年9月岘港并入广南省改称广南-岘港省）、广义省、平定省、林同省（上同奈省并入）、嘉莱-崑嵩省、福安省、庆和省、宁顺省、平顺省、多乐省、波来古省。
- 南部联区：1951年10月分为东、西分联区
  - 东部分联区：嘉定宁省（嘉定省、西宁省、堤岸省一部分合并）、土边省（土龙木省、边和省合并）、巴市省（巴地省、堤岸省一部分、嘉定省茹𦨭县）、美萩省（原美萩省、新安省、鹅贡省）、龙朱沙省（朱笃省一半、龙川省一半、沙沥省）
  - 西部分联区：槟椥省、永茶省（永隆省、茶荣省合并）、芹苴省、朔庄省、薄寮省、龙朱河省（龙川省一半、朱笃省一半、河仙省）
  - 西贡-堤岸特区

1957年9月，撤销各联区，联区军事指挥部改为军区。